# Karpinsk
Karpinsk - Карпинск (rus) és una ciutat de l'óblast de Sverdlovsk, a Rússia. El 2021 tenia 25.599 habitants. Es troba a la vora del riu Túria, a 11 km a l'oest de Krasnoturinsk i a 328 km al nord de Iekaterinburg.

## Història
La vila de Bogoslovsk fou fundada el 1759 o 1769. Fou un dels principals centres d'explotació de coure dels Urals fins al 1917. L'explotació dels dipòsits de carbó començà el 1911. El 27 d'agost de 1928 Bogoslovsk aconseguí l'estatus de possiólok (poble). L'explotació de carbó es reprengué el 1939, i el 1941 Bogoslovsk es fusionà amb la localitat veïna d'Úgolni per formar la nova vila de Karpinsk.